# Alexandra Bruce
Mary Alexandra Bruce (conocida como Alex Bruce; Toronto, 27 de mayo de 1990) es una deportista canadiense que compitió en bádminton, en las modalidades de dobles y dobles mixto. Ganó tres medallas en los Juegos Panamericanos, en los años 2011 y 2015.

## Palmarés internacional
| Juegos Panamericanos | Juegos Panamericanos | Juegos Panamericanos | Juegos Panamericanos |
| Año                  | Lugar                | Medalla              | Prueba               |
| -------------------- | -------------------- | -------------------- | -------------------- |
| 2011                 | Guadalajara (México) | Medalla de oro       | Dobles               |
| 2015                 | Toronto (Canadá)     | Medalla de plata     | Dobles mixto         |
| 2015                 | Toronto (Canadá)     | Medalla de bronce    | Dobles               |